# Helena Rašková
Helena Rašková, rodným jménem Helena Hellerová (2. ledna 1913 Curych – 13. dubna 2010 Praha), byla česká farmakoložka.

## Biografie
Během druhé světové války pracovala u farmaceutické firmy B. Fragner, zde působila také jako lékařka. V roce 1945 společně se svým manželem prof. MUDr. Karlem Raškou, DrSc., velmi aktivně pomáhala (ač byla sama ve vysokém stupni těhotenství) likvidovat epidemii skvrnitého tyfu v Malé pevnosti v Terezíně. V této věci osobně jednala přímo s velitelem Rudé armády maršálem Pavlem Semjonovičem Rybalkem.
Po válce absolvovala stáž na Oxfordské univerzitě a stala se vysokoškolskou učitelkou na Univerzitě Karlově v Praze. Zasloužila se o vznik Světové unie farmakologických společností, kde posléze zastávala funkci místopředsedkyně této organizace. Od roku 1955 pracovala ve funkci ředitelky Farmakologického ústavu Fakulty dětského lékařství, v roce 1957 byla jmenována profesorkou farmakologie.
Po roce 1968 byla politicky perzekvována a své povolání nemohla vykonávat, pracovala v oboru veterinární farmakologie.
Byla předsedkyní České farmakologické společnosti, součásti Purkyňovy lékařské společnosti a čestnou předsedkyni nynější České společnosti pro experimentální a klinickou farmakologii a toxikologii.